# 利迪亞 (路易斯安那州)
利迪亞（英語：Lydia）是位於美國路易斯安那州伊比利亞堂區的一個普查規定居民點。

## 人口
根據2020年美國人口普查的數據，利迪亞的面積為4.41平方千米，當中陸地面積為4.41平方千米，而水域面積為0.00平方千米。當地共有人口892人，而人口密度為每平方千米202.27人。